# Homosexualität in Benin

Geografische Lage von Benin

Homosexualität ist in Benin in Teilen der Gesellschaft tabuisiert, homosexuelle Handlungen sind legal.

## Legalität
Homosexuelle Handlungen sind in Benin legal. Es existiert kein Antidiskriminierungsgesetz in Benin; das Schutzalter beträgt einheitlich 18 Jahre.

## Anerkennung gleichgeschlechtlicher Partnerschaften
Eine staatliche Anerkennung von gleichgeschlechtlichen Paaren besteht weder in der Form der gleichgeschlechtlichen Ehe noch in einer eingetragenen Partnerschaft in Benin.

## Haltung der in Benin vertretenen Religionsgemeinschaften
Im Christentum, der in Benin am stärksten vertretenen Religion, und in den verschiedenen traditionellen Religionen gibt es keine einheitliche Haltung zur Homosexualität. Im Islam überwiegt klar die ablehnende Haltung, während Homosexuelle im Voodoo akzeptiert und gleichberechtigt sind.